# Rodrigo de Bastidas
Rodrigo I de Bastidas, a veces escrito como Rodrigo de la Bastida (Triana, circa 1475–Santiago de Cuba, 28 de julio de 1527) fue un adelantado y conquistador español. Exploró el litoral de Venezuela, Colombia y Panamá en 1502 y fundó la ciudad de Santa Marta en 1525.

## Biografía
Rodrigo de Bastidas nació en el arrabal de Triana, Sevilla, entre 1473 y 1477. Sus padres son desconocidos. Tenía dos hermanas: Beatriz y Catalina. Catalina se casó con Alfonso Sánchez y tuvo tres hijos: Ana, Rodrigo y Francisco. Francisco se iría a vivir con su tío Rodrigo a la isla de La Española.
Rodrigo de Bastidas se casó con Isabel Rodríguez Romera, con quien tuvo un hijo con su mismo nombre que fue deán de Santo Domingo, obispo de Coro y obispo de Puerto Rico.
Rodrigo fue tío de Juan de Bastidas, arcediano de la primera diócesis que hubo en América.
En el siglo XIX Martín Fernández de Navarrete cometió un error de transcripción en un documento sobre esta persona y consideró que una abreviatura de "vecino" significaba "escribano". Desde entonces, muchos historiadores pensaron que Rodrigo de Bastidas había sido escribano, un trabajo semejante al de un notario. Su verdadera profesión era la de marinero.
El 5 de junio de 1500 capituló con la Corona para descubrir nuevas islas y tierra firme que no hubieran sido ya descubiertas por Cristóbal Colón o Cristóbal Guerra y que no perteneciesen a Portugal.
Bastidas sería capitán de la expedición. Organizó el viaje con la ayuda del marinero Juan de la Cosa.
Bastidas contó con la financiación de 19 personas, que aportaban cantidades que iban entre los 5.000 y los 50.000 maravedís. De este modo, llegó a juntar 377.577 maravedís. Todos los armadores de la empresa eran de Sevilla menos Alfonso de Villafranca, que era de Valladolid.
La Corona cobraría una cuarta parte de los beneficios de la expedición. Los armadores recibirían 100.000 maravedís. Una vez restados esos importes, Rodrigo de Bastidas recibiría un primer tercio, un segundo tercio los armadores y un tercer tercio los marineros que participasen.
Para la empresa Bastidas consiguió la nao Santa María de Gracia y la carabela San Antón, junto con un pequeño bergantín y un chinchorro, que irían a bordo o remolcados para ser usados en tareas auxiliares de la expedición.
El grueso de los expedicionarios lo componían andaluces y vascos, aunque también consta la presencia de gente de otros lugares como Galicia, Canarias o Flandes. Un miembro de la expedición fue el extremeño Vasco Núñez de Balboa, que en 1513 descubriría el océano Pacífico.
Los maestres de los navíos fueron Antón de Escalante y Martín de Buniorte. Los pilotos fueron Juan de la Cosa y Gonzalo de Lorca. Los veedores reales fueron Luis de Negrón y Juan de Ayala. Finalmente, Andrés Romero estuvo como alguacil.

### Exploraciones
El 18 de febrero de 1501 Bastidas se encontraba en Sevilla compareciendo ante un notario y en enero de 1502, según Alonso de Ojeda, Bastidas ya había partido. Gonzalo Fernández de Oviedo sitúa la partida en enero de 1502.
Los dos navíos contratados serían la nao Santa María de Gracia, cuyo maestre era Martín de Buniorte, y la carabela San Antón del maestre Antón de Escalante. En la expedición, además del propio Rodrigo de Bastidas, iba Juan de la Cosa.
La salida de la expedición tuvo lugar desde el muelle de las Mulas de Sevilla, pasando luego por Cádiz.
Se detuvieron a coger agua en la isla canaria de La Gomera. Luego cruzaron el Atlántico hasta llegar a una isla que llamaron Verde, situada entre la isla de Guadalupe y tierra firme. Pasaron por el Golfo de Venezuela y recorrieron tierras al sur y al oeste de Coquibacoa. Siguiendo junto a la costa del continente hacia el oeste pasaron por el Cabo de la Vela. Fueron los primeros europeos en recorrer Riohacha, Santa Marta, el río Magdalena, Cartagena de Indias y la Península de Barú. Tras avistar la desembocadura del río Sinu y pasar por la Punta de Caribana entraron en el Golfo de Urabá, que llamaron Golfo Dulce. Tras pasar el Cabo Tiburón, debieron llegar a la altura del Puerto de Retrete, desde donde decidieron regresar.
Los navíos resultaron afectados por el molusco de la broma y necesitaron ser reparados.
Se detuvieron brevemente en Jamaica y luego llegaron a una isla cercana a La Española, donde realizaron reparaciones que garantizaban cierta seguridad.
Tenían prohibido pasar por Santo Domingo. Una tormenta les obligó a detenerse junto al Cabo Canonjía de La Española. Estuvieron en ese lugar un mes. Decidieron regresar a España pero el mal tiempo les obligó de nuevo a buscar refugio, esta vez cerca de Jaragua. Entonces se produjo el hundimiento de los barcos. Con todo, parte del cargamento de los mismos se salvó.
Rodrigo de Bastidas dividió a sus hombres en tres grupos para ir por tierra a Santo Domingo. En esta ciudad, el comendador Francisco de Bobadilla acusó a Bastidas y a sus hombres de practicar el rescate con los indios (intercambios normalmente asimétricos) y de haber repartido armas entre ellos. Entonces fueron sometidos a un proceso que quedó interrumpido cuando llegó Nicolás de Ovando a hacerse cargo del gobierno de la isla.
Entonces, Ovando embarcó a Bastidas en la flota que le había traído para que regresase a España para ser juzgado. Llegó a Cádiz en septiembre de 1502, permaneciendo preso hasta que se obligó bajo fianza a presentarse en la Corte.
El 3 de abril de 1503 llegó a Alcalá de Henares, donde estaban los Reyes Católicos. El 3 de diciembre de 1503 fue absuelto. Los monarcas premiaron sus servicios en las Indias con 50 000 maravedís al año durante toda su vida, con base en las rentas que produjese en adelante Urabá.
Bastidas dio parte a los Reyes de una partida de guanines (oro producido por los nativos) que pesaba 7 marcos, 5 onzas y 2 ochavas. Esta cantidad fue entregada a los oficiales de la Casa de Contratación de Indias, que dieron a Bastidas tres cuartas partes de su valor en maravedís. También fueron producto de esta expedición 56 marcos, 2 onzas y media ochava de oro, que fueron repartidos conforme a lo pactado.

### Negocios en Santo Domingo
El 14 de febrero de 1504 firmó una capitulación con la Corona para poder ir al Golfo de Urabá o a cualquier isla o a tierra firme, fuese ya descubierta o por descubrir. También se le daba autorización para rescatar con los indios.
El 29 de junio de 1504 llegó a un acuerdo comercial con Alfonso Rodríguez, un compañero del primer viaje a América. Rodrigo de Bastidas iría con un cargamento de mercaderías a Santo Domingo y, una vez en esta ciudad, Alfonso Rodríguez le enviaría nuevos cargamentos.
En 1504 Rodrigo de Bastidas partió a Santo Domingo en la nave Cansina. Su actividad comercial le convirtió en uno de los principales vecinos de esa ciudad, donde tenía una casa con un gran número de criados.
Organizó diversas armadas para capturar indios caribes que luego vendía como esclavos. Una de estas tuvo lugar en 1512 con dos naos y fue un gran éxito económico. Se dedicó también a la ganadería, llegando a poseer 8 000 cabezas de ganado vacuno, varios rebaños de ovejas, caballos y yeguas. Otra de sus ocupaciones fue la de la agricultura. Tuvo varias haciendas, una de las cuales se encontraba junto al río Ozama. Sus tierras y su ganado eran cuidados por un gran número de esclavos negros e indios.
Por otra parte, tenía unas casas en alquiler en la Plaza del Contador, que le rentaban 100 pesos anuales, y otras cerca del Convento de San Francisco.
Otro de sus negocios fue el comercio de perlas.
En 1519 consiguió por tres años la renta del siete y medio por ciento del almojarifazgo de La Española, tras ser el máximo postor con 31 000 pesos. Sin embargo, esto solo le reportó 20 000 pesos ya que por entonces disminuyó el comercio en esta isla.
Rodrigo de Bastidas le encargó a Juan de Ledesma, que fue uno de sus compañeros del primer viaje a América, presentar a la Corona una petición para que le concediesen la gobernación de la isla Trinidad. La capitulación para que se encargase de su población fue firmada el 15 de diciembre de 1521. El 25 de diciembre de 1521 se especificó que, si realizaba la población de Trinidad, se le concedería el título de gobernador de la isla y alcaide de su primera fortaleza. Según Gonzalo Fernández de Oviedo, Rodrigo de Bastidas no llegó a poblar Trinidad porque Diego Colón se opuso argumentando que dicha esa había sido descubierta por su padre, Cristóbal Colón, en 1498.
Carlos I nombró a Rodrigo de Bastidas regidor de Santo Domingo mediante una Provisión Real, que indicaba un plazo para tomar posesión. La provisión llegó a Santo Domingo cuando el plazo ya había terminado. Rodrigo puso este hecho en conocimiento del rey, que emitió una Real Cédula dirigida al concejo para que le aceptasen en el cargo el 16 de febrero de 1526.

### Fundación de Santa Marta

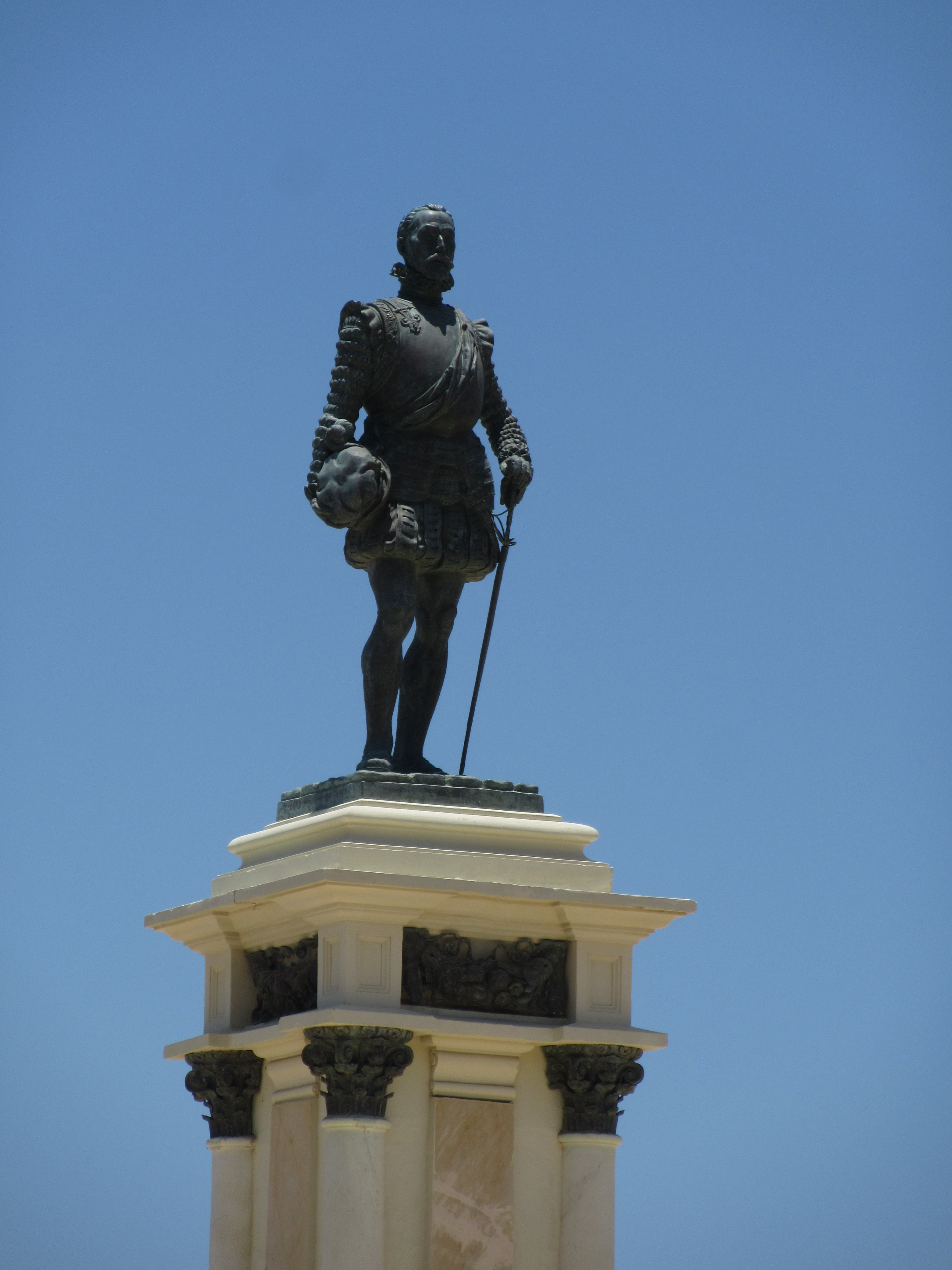
Monumento a Rodrigo de Bastidas en Santa Marta.

En 1519 Gonzalo Fernández de Oviedo solicitó a la Corona ser el encargado de la población del territorio de Santa Marta. Sin embargo, lo hizo con demasiadas exigencias (como, por ejemplo, disponer de cien hábitos de caballero de la Orden de Santiago) y se le denegó.
En diciembre de 1521, Rodrigo de Bastidas pidió a Carlos I licencia para fundar una ciudad y fortaleza en tierra firme, señalando su jurisdicción desde el Cabo de la Vela hasta las Bocas de Ceniza del río Magdalena.
En 1524 Oviedo volvió a solicitar lo mismo, manteniendo sus exigencias. Finalmente, la Corona optó por firmar la capitulación con Bastidas el 6 de noviembre de 1524. En virtud de esta, sería nombrado capitán y adelantado (por ser tierra de frontera) del nuevo territorio y se establece la construcción de una población y una fortaleza.
Bastidas logró reclutar a gente para su población recurriendo a premios y dádivas o pagando las deudas de los que estaban presos. También logró juntar una nao gruesa, la Santiago, y cuatro carabelas. Bastidas envió dos carabelas como avanzada. El grueso de la expedición salió la noche del 28 de mayo de 1526.
Bastidas desembarcó con cerca de cincuenta españoles, algunos de ellos con sus esposas, con el fin de formalizar el poblamiento. Entre los europeos que llegaron con Bastidas figuraban Pedro Villafuerte como teniente general, el capitán Rodrigo Álvarez Palomino como maestre de campo, Juan Ledesma como contador real, el portugués Antonio Díaz de Cardoso y el capitán Juan de San Martín, entre otros.
Ante la llegada de Bastidas y de sus hombres, los nativos de Gaira y Taganga ofrecieron un pacto de paz a los españoles, pero los tayronas y bondas no estuvieron dispuestos a hacer lo mismo y, por el contrario, atacaron el poblado español en múltiples ocasiones con flechas envenenadas. Entre tanto, Bastidas entró en alianza con los gairas, los tagangas y los dorsinos, quienes trabajaron en la fortificación de la ciudad, inicialmente con empalizadas. Poco después, debido a las insalubres condiciones de vida, Bastidas cayó enfermo. Entonces su teniente, Juan de Villafuerte, encabezó una conjura junto con Pedro de Porras y otros siete soldados descontentos por lo que consideraban el excesivo buen trato que Bastidas daba a los indígenas. Un día, aprovechando que Bastidas estaba en cama debido a su enfermedad, entraron a la habitación y lo atacaron con varias puñaladas. Sin embargo, cuando salieron, Bastidas, que no había muerto, comenzó a gritar pidiendo auxilio. Acudió entonces el maestre de campo de Bastidas, Rodrigo Álvarez Palomino, quien con la ayuda del resto de pobladores persiguió a los conjurados, y aunque estuvieron algunos días escondidos entre el monte, fueron capturados y enviados a juicio a Santo Domingo, donde fueron condenados a la horca. Bastidas nombró entonces a Palomino como teniente general y se embarcó a Santo Domingo para ser curado de sus heridas; sin embargo, las condiciones del viaje empeoraron su salud y los vientos contrarios hicieron que la embarcación tuviera que desviar hacia Cuba, donde murió el 28 de julio de 1527 en casa de la portuguesa Mayor de Acevedo.

### Muerte

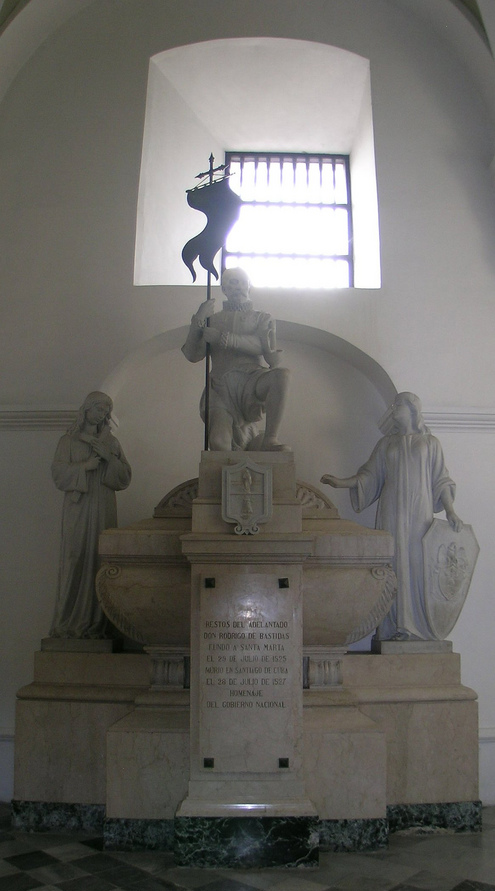
Tumba de Rodrigo de Bastidas en la Catedral Basílica de Santa Marta.

El 28 de julio de 1527 falleció Bastidas en Santiago de Cuba y sus restos fueron enterrados en la catedral de esa ciudad.
Los restos de Bastidas fueron exhumados por su hijo Rodrigo, que era por entonces deán de la Diócesis de Santo Domingo, y trasladados a Santo Domingo, donde fueron enterrados en la Basílica catedral de Santa María de la Encarnación, la más antigua de América, junto a su esposa y su hijo. En 1953 los restos fueron trasladados a Santa Marta desde la República Dominicana por petición del gobierno local. Actualmente, reposan en la Catedral Basílica de Santa Marta.
Tras la violencia que condujo a la muerte de Bastidas, hubo varios gobiernos interinos de poca duración, hasta que el 20 de diciembre de 1527 García de Lerma firmó una capitulación que le confería la gobernación y la capitanía general de la provincia de Santa Marta. La situación era crítica tanto por la belicosidad de los indígenas como por las rivalidades entre los propios españoles que provocaron la muerte de Bastidas. 
En este contexto, la Corona decidió asignar al nuevo gobernador poderes excepcionales para restablecer el orden en dicha demarcación territorial. Incluso, llegó a pedir en 1532 que no nombrase gobernador de Cartagena, idea que fue rechazada por la Corona, cuando Pedro de Heredia fue nombrado para dicha gobernación.